# Juliaanse dag
De juliaanse datum is de datum berekend volgens het wetenschappelijke Julian Date-systeem (afgekort: JD). Het is een getal, dat het aantal dagen na het gedefinieerde beginmoment aangeeft. Het drukt een bepaald moment (dag en tijd) uit. De juliaanse dag is de naar beneden op een geheel getal afgeronde waarde van de juliaanse datum.
Als beginmoment is volgens de juliaanse kalender 1 januari van het jaar 4713 v.Chr., 12 uur UT gedefinieerd. Het beginmoment volgens de gregoriaanse kalender is 24 november van het jaar 4714 v.Chr., 12 uur UT. Behalve dat de startdatum precies op 1 januari valt, heeft de juliaanse dag niets met de juliaanse kalender te maken.
Het systeem wordt gebruikt in de sterrenkunde en wordt aanbevolen door de Internationale Astronomische Unie. De juliaanse dag en datum worden als tijdsaanduiding gebruikt in de sterrenkunde, bijvoorbeeld bij satellietwaarnemingen. Hij kan ook gebruikt worden om het tijdsverschil tussen twee afzonderlijke gebeurtenissen snel te berekenen. Door middel van aftrekken wordt de tijd tussen twee historische gebeurtenissen berekend. 
De juliaanse datum voor 1 januari 2016 00:00:00.0 UT is JD 2457388,500000.

## Universele tijd
De juliaanse datum wordt niet berekend aan de hand van de plaatselijke maar aan de hand van de universele tijd. Zodoende is de juliaanse datum voor iedereen op aarde altijd hetzelfde en geschikt voor wetenschappelijk gebruik. De voorgenoemde datum is zo gekozen dat er eerder dan het betreffende jaar voor zover bekend geen sprake was van geschreven geschiedenis.

## Onderverdeling
De juliaanse dag wordt als volgt verder onderverdeeld:
- 0,1 = 2,4 uur of 144 minuten of 8640 seconden
- 0,01 = 0,24 uur of 14,4 minuten of 864 seconden
- 0,001 = 0,024 uur of 1,44 minuten of 86,4 seconden
- 0,0001 = 0,0024 uur of 0,144 minuten of 8,64 seconden
- 0,00001 = 0,00024 uur of 0,0144 minuten of 0,864 seconden

## Verstreken dagen
Sinds het begintijdstip zijn er bijna 2,5 miljoen juliaanse dagen verstreken. JDN 2.400.000 viel op 16 november 1858. JD 2.500.000,0 zal op 31 augustus 2132 om twaalf uur 's middags vallen.

## Modified Julian Date
Een variant die minder grote dagnummers geeft is de Modified Julian Day (MJD) die begint om middernacht (00.00 uur) op woensdag 17 november 1858. Er geldt MJD = JD − 2400000,5. De MJD werd in 1957 ingevoerd door het Amerikaanse Smithsonian Astrophysical Observatory te Cambridge, Massachusetts.